# Kilinia
Kilinia (gr. Κοιλίνεια) – wieś w Republice Cypryjskiej, w dystrykcie Pafos. W 2011 roku liczyła 39 mieszkańców.